# Hôpital des sœurs Bedj
L'Hôpital des Sœurs Bedj est un établissement public hospitalier algérien, situé dans la ville de Chlef.

## Origine du nom
L'hôpital porte le nom de deux jeunes filles Messaouda appelée Mériem et Fatma appelée Lalia. Les sœurs Bedj sont des filles issues d'une famille honorable originaire de Laghouat en Algérie et installée à Orléansville présentement Chlef d'où elles rejoindront les maquis. Les deux sœurs ont participé à la guerre de libération de l'Algérie.

## Historique
L'hôpital a été inauguré le 21 novembre 2013 par le premier ministre Abdelmalek Sellal qui était en visite de travail et d'inspection dans la wilaya de Chlef. Le projet de construction a couté 4 milliards de DA. L'hôpital est doté des équipements nécessaires à la prise en charge des malades tels des équipements d’imagerie (scanner, IRM entre autres) et des laboratoires d’analyse, il dispose également de 6 blocs opératoires, dont un destiné aux urgences.
Le 24 mai 2017, la première opération de cathétérisme vasculaire au niveau de l'hôpital Sœurs Bedj, intervention effectuée par le Dr Bounoua Cherif.
En 2018, 320 interventions chirurgicales sur les artères ont été réalisées à l'hôpital des Sœurs Bedj.

## Présentation
L'établissement public hospitalier Sœurs Bedj est une infrastructure sanitaire ayant un caractère administratif et une autonomie financière. Il a été construit conformément au décret exécutif no 11/357 du 17 octobre 2011 qui amende et complète le décret exécutif no 07/140 du 19 mai 2007, portant à la construction et le fonctionnement des établissements publics hospitaliers et établissements publics de la santé de proximité.
Ce nouvel établissement hospitalier qui dispose  240 lits, a été réalisé au milieu de la wilaya de Chlef, il porte le nom des sœurs Bedj, Messaouda appelée Mériem et Fatma appelée Lalia pour rendre hommage aux martyrs de la révolution de libération.
Cet établissement assume un ensemble d'activités hospitalières qui se résument dans : le diagnostic, le dépistage, la prévention et la cure ; et la garantie de la formation du personnel paramédical.
Il a été classé dans la classe (A) à l'issue de l'arrêté  interministériel du 8 mai 2013 qui amende et complète la deuxième annexe de l'arrêté interministériel du 15 janvier 2012 qui détermine les normes de la classification des établissements publics hospitaliers et des établissements publics  de la santé de proximité et leur classification.
L'EPH Sœurs Badj de Chlef dispose des services cliniques et médico-techniques suivants :
| Services                               | Unités                                                     | Nombre de lits |
| -------------------------------------- | ---------------------------------------------------------- | -------------- |
| Cardiologie ne)                        | - Hospitalisation homme - Hospitalisation femme            | 32             |
| Anesthésie réanimation / post-OP       | . Unité réanimation . Unité post opératoire                | 16             |
| Chirurgie Générale                     | - Hospitalisation hommes - Hospitalisation femmes          | 32             |
| Chirurgie orthopédie ( Service fermé)  | - Hospitalisation hommes - Hospitalisation femmes          | 32             |
| Chirurgie urologique                   | - Hospitalisation hommes - Hospitalisation femmes          | 32             |
| Ophtalmologie / Oto-rhino-laryngologie | - Hospitalisation hommes et femmes - chirurgie ambulatoire | 32             |
| medecine interne                       | . Hospitalisation homme . Hospitalisation femme            | 32             |
| Rééducation fonctionnelle              | - Sans hospitalisation                                     | 00             |
| Oncologie                              | . Hôpital de jour                                          | 32             |

- Le service des urgences a été inauguré le 7 avril 2016 par le ministre algérien de la Santé, de la population et de la réforme hospitalière Abdelmalek Boudiaf.
- Le service d’hémodialyse a été inauguré le 29 octobre 2016. Il comprend, entre autres, une grande salle d'une contenance de 8 lits, il est également doté de 8 générateurs de dialyse[11].
- Le service de réanimation et soins intensifs a été inauguré le 29 octobre 2016. Le premier de son genre dans la Wilaya de Chlef, il est doté de 4 lits spéciaux sur les 230 existants au niveau national[11].

La capacité totale d'accueil de cet hôpital est de 240 lits.

## Direction
L'établissement public hospitalier des sœurs Bedj est dirigé par un Conseil d'administration et un Directeur accompagné par quatre sous-directeurs, doté d'un comité consultatif appelé Conseil médical.
Le statut intérieur de l'établissement, qui est présidé par le Directeur, adhéré par l'office de l'organisation générale et de la communication, comporte :
- la sous-direction des ressources humaines ;
- la sous-direction des services sanitaires ;
- la sous-direction des finances et des moyens ;
- la sous-direction de la maintenance des équipements médicaux et des fournitures.

## Jumelage
L'hôpital est jumelé avec le CHU de Blida, depuis novembre 2018.

## Projets
L'ancien Wali de Chlef M. Mostefa Sadek, a fait part de sa volonté d’œuvrer pour la promotion de l'hôpital des Sœurs Bedj en Centre hospitalier universitaire lors de la session d'automne devant les membres de l'Assemblée populaire de wilaya en octobre 2018.

## Accès

### Bus et Taxi
L'hôpital est accessible par bus en prenant la ligne "Hay Hassania en passant par la nouvelle ville - La gare ferroviaire" de l'ETUC (Entreprise de transport urbain de Chlef), l'hôpital dispose d'une station de taxis à l’extérieur.

### En voiture
L'hôpital est accessible depuis la N4, il dispose d'un parking gratuit à l'intérieur de l'établissement.

## Galerie d'images

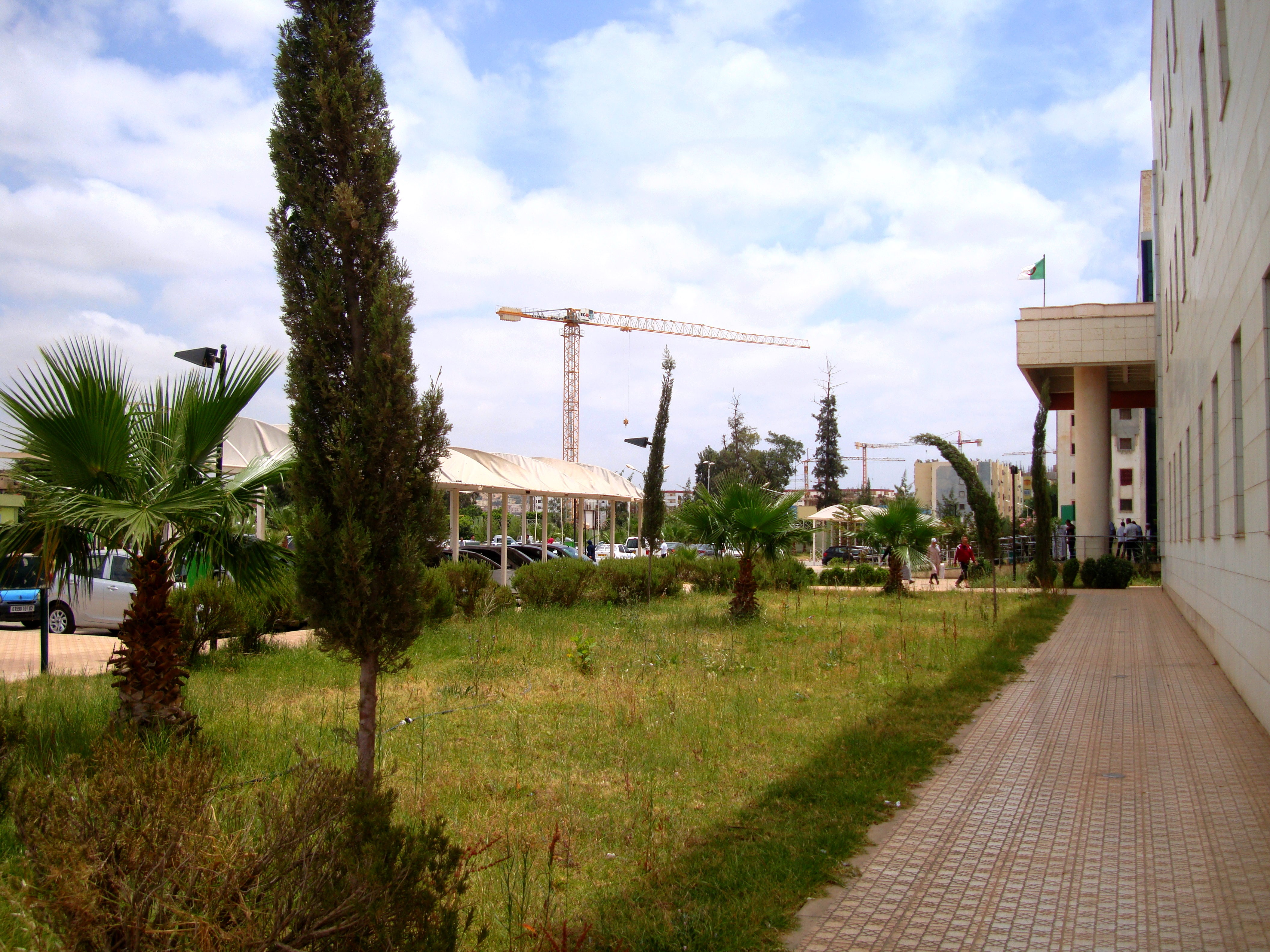
Bâtiment principal Hôpital Sœurs Bedj à Chlef, à gauche le parking.
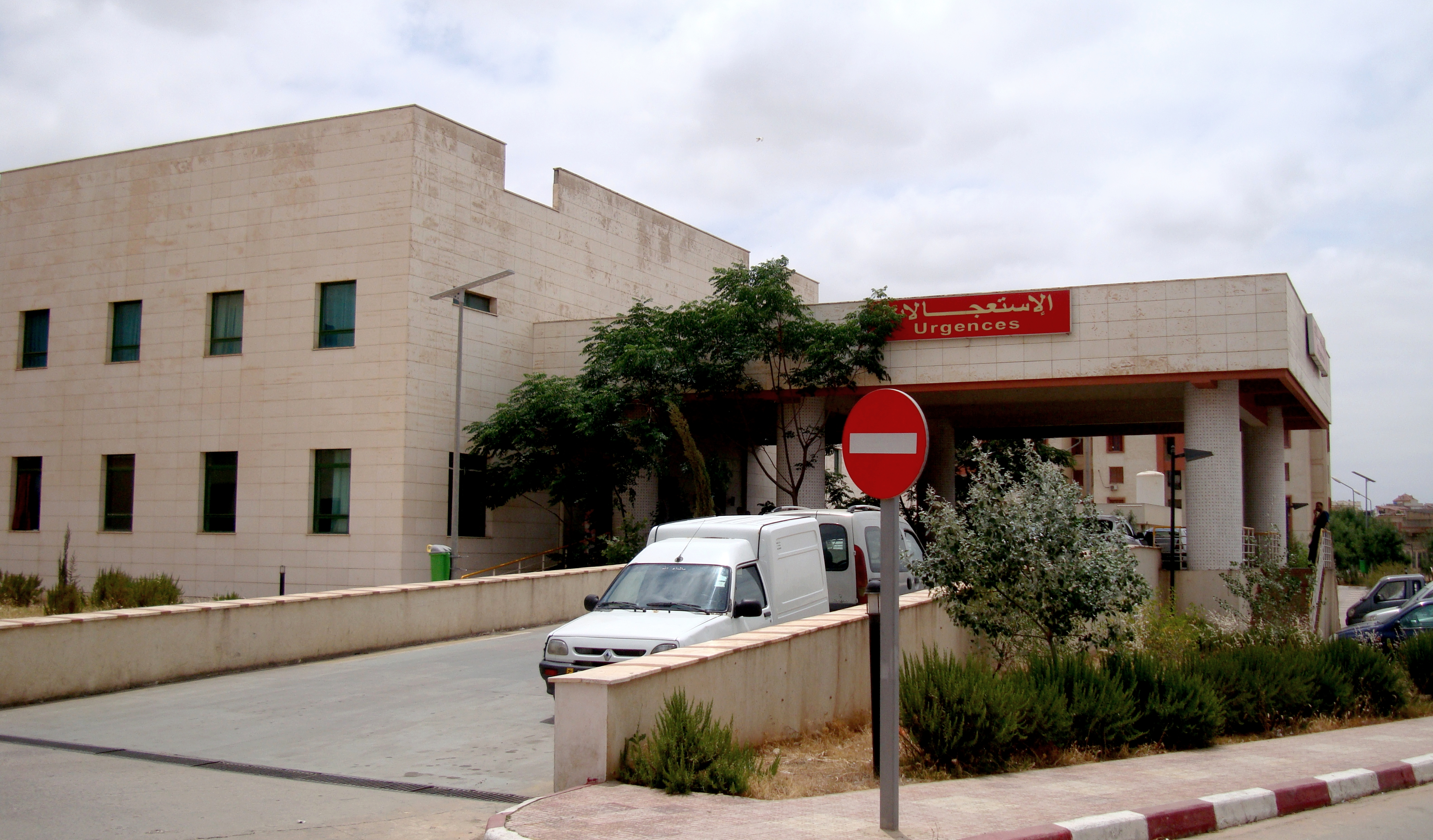
Service des urgences à l'hôpital des Sœurs Bedj à Chlef
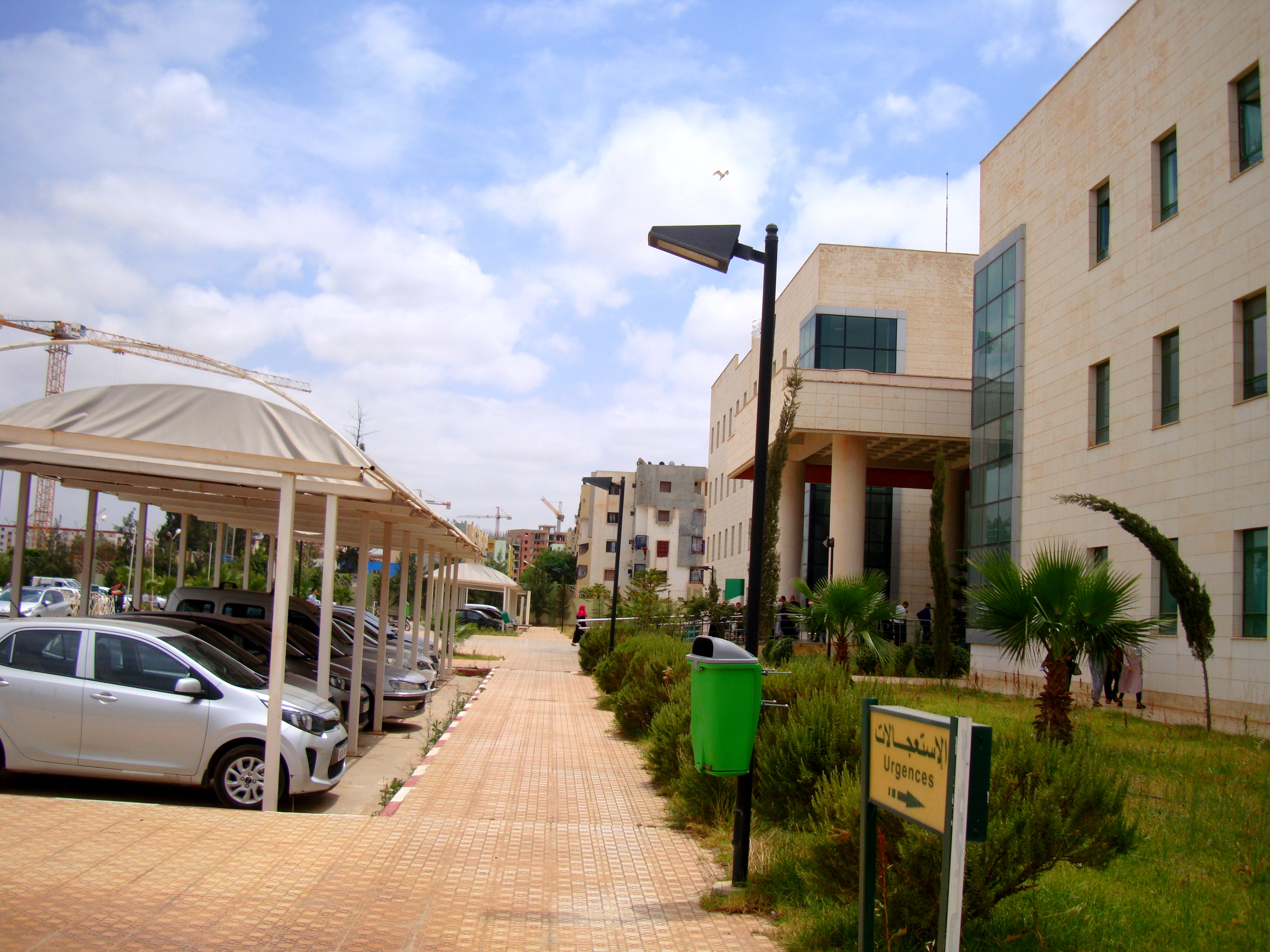
Parking de l'hôpital des Sœurs Bedj à Chlef
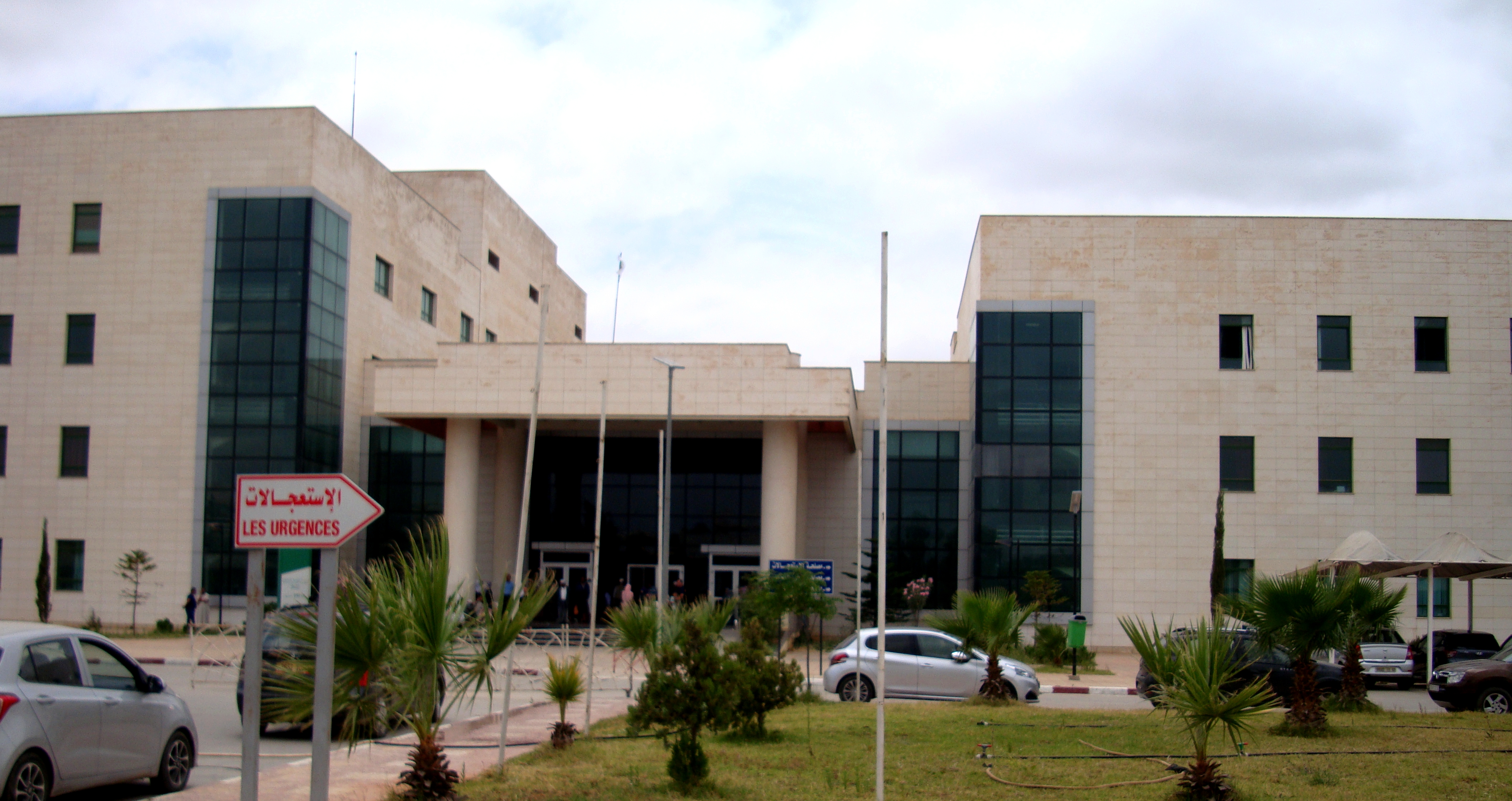
Entrée principale de l'hôpital des Sœurs Bedj